# 사토 타이키
사토 타이키(일본어: 佐藤 大樹 사토 다이키[*], 1994년 12월 25일 ~ )는 일본의 배우, 댄서이며, EXILE의 멤버이다.
사이타마현 시라오카시 출신. LDH 소속.

## 내력
2011년부터 GENERATIONS의 서포트 멤버로서 활동.
2014년 2월, 《EXILE 신 퍼포머 오디션 〈EXILE PERFORMER BATTLE AUDITION〉》에 참가. 4월 27일, 일본무도관에서 개최된 《〈EXILE PERFORMER BATTLE AUDITION〉 FINAL》에서 EXILE의 신 퍼포머로 결정된다.

## 출연

### 드라마
- 슈가리스 (2012년 10월 ~ 12월, 닛폰 TV) - 다나카 히라오리 역
- 가면 티처 (2013년 7월 ~ 9월, 닛폰 TV) - 나카가와 준야 역
- 따귀!~변호사 사무원 미노와가 사랑으로 해결합니다~ 제11 ~ 12화 (2014년 12월 11일 ~ 18일, 닛폰 TV) - 아키요시 유지 역
- 전력 외 수사관 SPECIAL (2015년 3월 21일, 닛폰 TV)
- 와일드 히어로즈 (2015년 4월 ~ 6월, 닛폰 TV) - 도루 역
- HiGH&LOW~THE STORY OF S.W.O.R.D.~ (2015년 10월 ~ 12월, 닛폰 TV) - 지하루 역
  - HiGH&LOW Season2 (2016년 4월 ~ 6월)
- 나이트 히어로 NAOTO 제1화 (2016년 4월 15일, TV 도쿄) - 엔딩 댄스

### 영화
- 아라카와 언더 더 브리지 THE MOVIE (2012년)
- 갈증. (2014년)
- 우리의 내일 (2014년) - 아이하라 다쿠야 역
- ROAD TO HiGH&LOW (2016년 5월 7일, 쇼치쿠) - 지하루 역
  - HiGH&LOW THE MOVIE (2016년 7월 16일)
  - HiGH&LOW THE RED RAIN (2016년 10월 8일)
- 철벽선생 (2018년) - 사와다 고다케 역
- 마멀레이드 보이 (2018년)
- DTC -유케무리 순정편- HiGH&LO (2018년)
- 4월의 너, 스피카 (2019년)

### 극장판 애니메이션
- ANEMONE / 교향시편 에우레카 세븐 하이 에볼루션 (2018년) (각본)

### 무대
- 어택 No1 (2013년)
- 무슈! (2013년)

### CM
- 세안료 piu (2013년)

### 뮤직 비디오
- FUNKY MONKEY BABYS 〈러브 레터〉 (2011년)
- DANCE EARTH PARTY 〈생명의 리듬〉 (2013년)
- GENERATIONS from EXILE TRIBE 〈BRAVE IT OUT〉 (2012년)
- GENERATIONS from EXILE TRIBE 〈ANIMAL〉 (2013년)
- GENERATIONS from EXILE TRIBE 〈Love You More〉 (2013년)
- GENERATIONS from EXILE TRIBE 〈HOT SHOT〉 (2013년)
- Crystal Kay 〈네가 있으니까〉 (2015년)
- DOBERMAN INFINITY 〈Do or Die〉 (2016년)